# Chiesa di Sant'Andrea Apostolo (Veleso)
La chiesa di Sant'Andrea Apostolo è un edificio di culto cattolico situato a Erno, nel territorio comunale di Veleso, in provincia di Como.

## Storia
Attestata a Erno già verso la fine del Cinquecento, nel 1748 divenne sede di una parrocchia indipendente, scorporata da quella facente capo alla matrice di Sant'Antonio in Veleso.
Tra il 1821 e il 1851 fu completamente ristrutturata in stile neoclassico.
Fino al 1564 alla chiesa era annesso un piccolo ospedale, successivamente chiuso in favore del Sant'Anna di Como.

## Descrizione

### Interno
All'interno, che si presenta con a navata singola, un altare in marmo ospita una tela a olio del 1750 di una Madonna del Rosario tra Sant'Andrea apostolo e Sant'Antonio Abate. La chiesa conserva inoltre una serie di opere di Luigi Tagliaferri, in particolare i paliotti a graffito su marmo bianco (1872) e il ciclo di affreschi della volta (1891), raffigurante L'Agnello Pasquale, I quattro Evangelisti, I profeti Elia, Davide, Isaia, Geremia, Le virtù umane e una Gloria di Sant'Andrea martire.